# Маярдак
Маярдак (Мәйәрҙәк) — горный хребет на Южном Урале. Находится в Белорецком районе Башкортостана.
Хребет Маярдак вытянут субмеридионально в междуречье Буганака и Яндыка.
Длина хребта — 14 км, ширина — 3—10 км, высота — 929 м (г. Яндык). Имеются 5 вершин высотами от 700 до 900 м (Ельная, Соколиная и др.).
Состоит из кварцитов зигальгинской свиты среднего рифея. Дает начало рекам Буганак, Кадыш, Яндык (притоки р. Белая).
Ландшафты — сосновые, лиственничные и берёзовые леса на горно-лесных серых и горных дерново-подзолистых почвах.